# Найден Драганов
Найден Драганов – Късмета е български революционер, деец на Вътрешната македоно-одринска революционна организация.

## Биография
Найден Драганов е роден около 1883 година в ботевградското село Литаково, Княжество България. Присъединява се към ВМОРО и влиза в Македония с четата на Атанас Бабата, а след това с тази на Никола Георгиев Топчията.